# プライマリー (映画)
『プライマリー』（英語Primary、「予備選挙」の意）は、1960年に製作されたダイレクト・シネマスタイルのドキュメンタリー映画で、1960年のジョン・F・ケネディとヒューバート・H・ハンフリーとが争った民主党のアメリカ合衆国大統領候補の予備選挙についての映画である。

## 概要
本作が、ドキュメンタリー・フィルムのスタイルにおけるブレイクスルーとなった。もっとも重要なのは、携帯カメラと軽量の録音機材を通じて映画作家が候補者を追うことができるようになり、声援する群衆をうねって進み、混み合ったホテルの各部屋に機材を持って入り、投票結果を待つ候補者の顔の周りをうろついて撮ることができた。その結果、従来可能であった古典的なドキュメンタリー作法よりも、より親しみを帯びたものを生み出した。以来ビデオレポートのスタンダード・スタイルとなる手法を確立した。

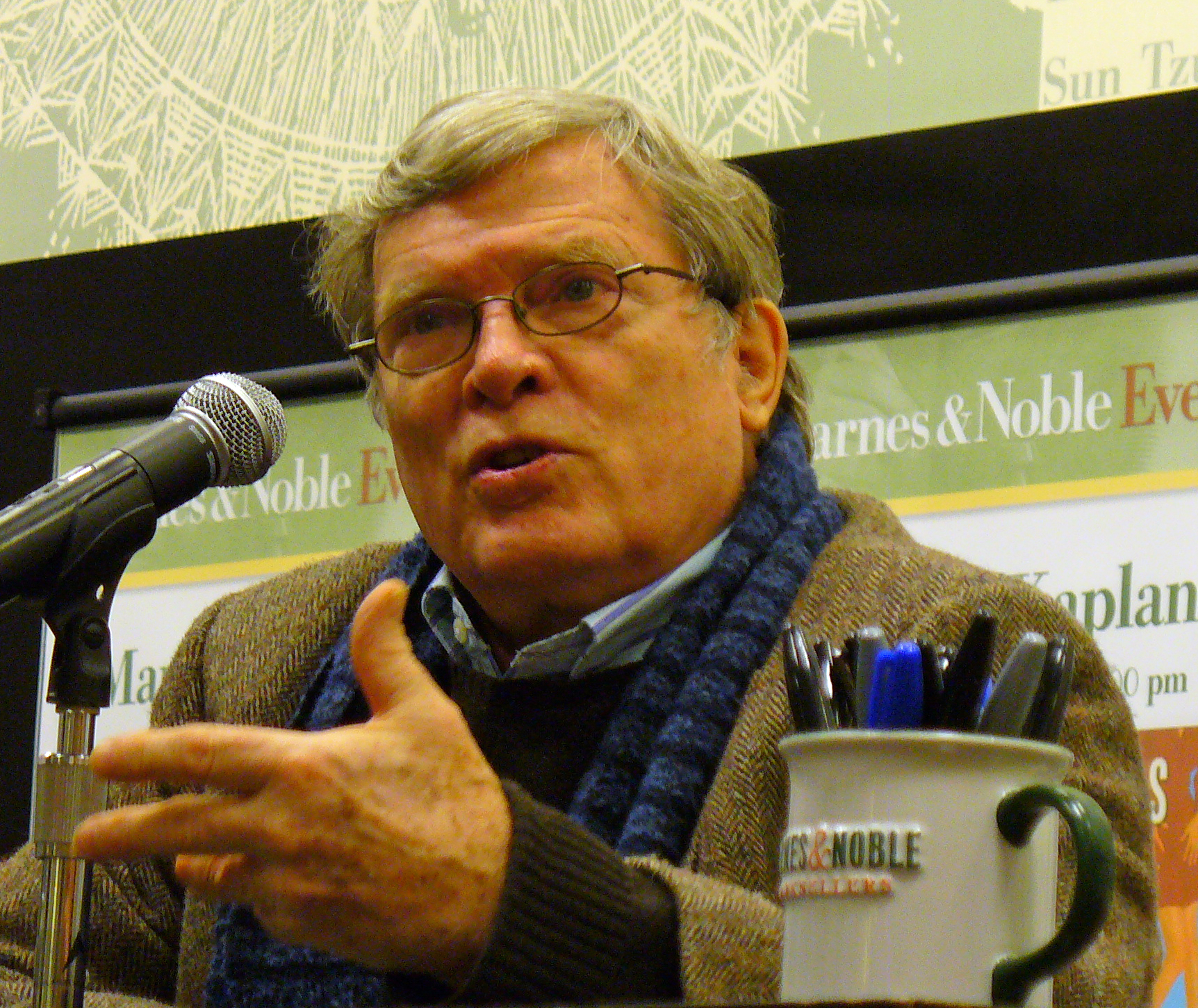
D・A・ペネベイカー

本作は、アメリカ議会図書館が「文化的に重要である（culturally significant）」と考え、アメリカ国立フィルム登録簿に維持するべく選ばれた。

## スタッフ・キャスト
- 監督　ロバート・デュー
- 脚本　ロバート・デュー
- 出演　ジョン・F・ケネディ、ヒューバート・H・ハンフリー、ジャクリーン・ケネディ、ロバート・デュー
- 撮影　リチャード・リーコック、アルバート・メイスルズ
- スチル　リチャード・リーコック、アルバート・メイスルズ、テレンス・マッカートニー・フリゲイト、D・A・ペネベイカー
- 録音　ロバート・デュー、D・A・ペネベイカー
- 編集　ロバート・デュー、リチャード・リーコック、テレンス・マッカートニー・フリゲイト、D・A・ペネベイカー
- 製作　ロバート・デュー
- 製作会社　デュー・アソシエイツ、タイム

## 関連事項
- 英語版U.S. presidential election, 1960
- アルバート・メイスルズ（Albert Maysles）